# Coprophanaeus saphirinus
Coprophanaeus saphirinus es una especie de escarabajo del género Coprophanaeus, familia Scarabaeidae. Fue descrita científicamente por Sturm en 1857.
Se distribuye por Argentina y Paraguay. Mide aproximadamente 18-23 milímetros de longitud.